# Camelot Warriors
Camelot Warriors fue un videojuego de ordenador de 8 bits publicado en 1986 originalmente para MSX, Spectrum y Amstrad CPC. Desarrollado en España, convirtiéndose rápidamente en un auténtico clásico de la edad de oro del software español. Las versiones para MSX, Spectrum y Amstrad fueron obra de Dinamic Software, mientras que la versión para Commodore fue desarrollada por Opera Soft.

## Historia
"Terribles augurios acechaban al mundo tras la aparición de unos extraños objetos en la tierra de Camelot: La voz de otro mundo, El espejo de la sabiduría, El elixir de la vida y El fuego que no quema, todos ellos eran elementos relacionados con el mundo del Siglo XX y portadores de terribles consecuencias para un espacio y un tiempo que no eran los que debían ocupar. Al más atrevido y valeroso caballero de todo Camelot le fue encomendada la misión de buscar esos objetos en cada rincón del mundo (los bosques, el lago, las grutas y el castillo) y de entregarlos a los guardianes de cada territorio, ya que ellos serían los únicos con poder suficiente para destruirlos."
Originalmente, el protagonista de la aventura es un cantante de rock que está encerrado en casa durante una semana, viendo películas medievales. Al final, se duerme y en el sueño se ve como un caballero, mezclando cosas de su mundo en el siglo XX con la fantasía medieval.

## Jugabilidad
Controlamos a un caballero de la época medieval, ataviados con armadura y espada afilada. Nuestros únicos movimientos son el ataque con la espada y el salto. Usando la espada se ataca rápido, pero solo se puede hacerlo a determinada altura y estando de pie, haciendo difícil la eliminación de enemigos. El salto, por su parte, es lento en su ejecución y difícil de controlar. Esto, sumado al hecho de que el mínimo contacto con un enemigo resulta fatal, lo convierte en un difícil plataformas, a pesar de contar con 10 vidas (5 vidas en la versión para Amstrad CPC).
Los enemigos son de diversos tipos, pero en general, tan solo se mueven por la pantalla, dificultando el avance del jugador. Un gran número de ellos no se pueden eliminar por su posición, obligando a calcular los saltos y los movimientos de cada enemigo. Al final, es relativamente necesario memorizar cuándo hay que saltar y cómo hay que hacerlo.
Por último, debemos encontrar ciertos objetos para completarlo. Estos son "La voz de otro mundo", "El espejo de la sabiduría", "El elixir de la vida" y "El fuego que no quema". Cada objeto debe darse a un personaje, también escondido en algún lugar del mapeado, que nos dará alguna habilidad para avanzar. Así, nuestro personaje podrá, entre otras cosas, transformarse en rana para avanzar por el agua, perdiendo la habilidad de atacar pero mejorando increíblemente su salto.